# Shinui (reine)
Pour la parti politique israélien, voir Shinouï.
Shinui (신의), née en 1337 et morte le 21 octobre 1391, est le nom posthume de la première femme du roi Taejo, premier monarque de la période Joseon en Corée. Elle était honorée sous le nom de Jeol (절) de 1393 à sa mort.
Elle est la mère du roi Jeongjong et du roi Taejong qui a déposé son frère.
Un monument a été érigé dans son village natal en 1824.